# Nové Sedlo (okres Louny)
Obec Nové Sedlo se nachází v okrese Louny v Ústeckém kraji. Žije v ní 588 obyvatel.

## Původ názvu
Název vesnice je odvozen ze staroslověnského slova selo, které znamenalo dvorec, bydliště nebo role. V historických pramenech se jméno vesnice vyskytuje ve tvarech: in Nouasella (1411), postoupila… Nového Sedla (1525), New Sattele (1544), Nowe Sedlo (1598), Nowwe Sedlo (1623), Neusatel a Nowy Sedlo (1787 a 1846).

## Historie
První písemná zmínka o obci pochází z roku 1411.

## Obyvatelstvo
Při sčítání lidu v roce 1921 zde žilo 535 obyvatel (z toho 246 mužů), z nichž bylo 48 Čechoslováků, 476 Němců a jedenáct cizinců. Kromě jednoho evangelíka a pěti židů byli římskými katolíky. Podle sčítání lidu z roku 1930 měla vesnice 603 obyvatel: 177 Čechoslováků, 420 Němců a šest cizinců. Výrazně převažovala římskokatolická většina, ale žilo zde také osm evangelíků, deset členů církve československé, dva židé, jeden příslušník jiné církve a 24 lidí bez vyznání.
| Obec Nové Sedlo                                         | Obec Nové Sedlo | Obec Nové Sedlo | Obec Nové Sedlo | Obec Nové Sedlo | Obec Nové Sedlo | Obec Nové Sedlo | Obec Nové Sedlo | Obec Nové Sedlo | Obec Nové Sedlo | Obec Nové Sedlo | Obec Nové Sedlo | Obec Nové Sedlo | Obec Nové Sedlo | Obec Nové Sedlo |
|                                                         | 1869            | 1880            | 1890            | 1900            | 1910            | 1921            | 1930            | 1950            | 1961            | 1970            | 1980            | 1991            | 2001            | 2011            |
| ------------------------------------------------------- | --------------- | --------------- | --------------- | --------------- | --------------- | --------------- | --------------- | --------------- | --------------- | --------------- | --------------- | --------------- | --------------- | --------------- |
| Obyvatelé                                               | 1 117           | 1 343           | 1 263           | 1 321           | 1 260           | 1 336           | 1 521           | 771             | 773             | 731             | 581             | 530             | 535             | 1 012           |
| Místní část Nové Sedlo                                  |                 |                 |                 |                 |                 |                 |                 |                 |                 |                 |                 |                 |                 |                 |
| Obyvatelé                                               | 346             | 457             | 458             | 542             | 479             | 535             | 603             | 291             | 339             | 381             | 306             | 325             | 320             | 796             |
| Domy                                                    | 57              | 66              | 69              | 77              | 75              | 75              | 93              | 97              | 79              | 76              | 70              | 83              | 88              | 86              |
| Data z roku 1961 zahrnují i domy místní části Chudeřín. |                 |                 |                 |                 |                 |                 |                 |                 |                 |                 |                 |                 |                 |                 |

## Pamětihodnosti
- Barokní kostel svatého Václava pochází z let 1735–1737. Jeho dominantou je dvouvěžové vstupní průčelí členěné pilastry a bohatou ornamentální výzdobou.[9]
- Před kostelem stojí barokní sousoší Nejsvětější Trojice z doby okolo roku 1730.[9]
- Novosedelský zámek nechal postavit na přelomu devatenáctého a dvacátého století žatecký advokát Jan Damm.[10]
- Fara (dům čp. 36) je pozdně barokní jednopatrová budova postavená v roce 1754. Její patra vizuálně odděluje kordonová římsa a fasádu člení lizénové rámce.[9]

## Části obce
- Nové Sedlo
- Břežany
- Číňov
- Chudeřín
- Sedčice
- Žabokliky

## Galerie

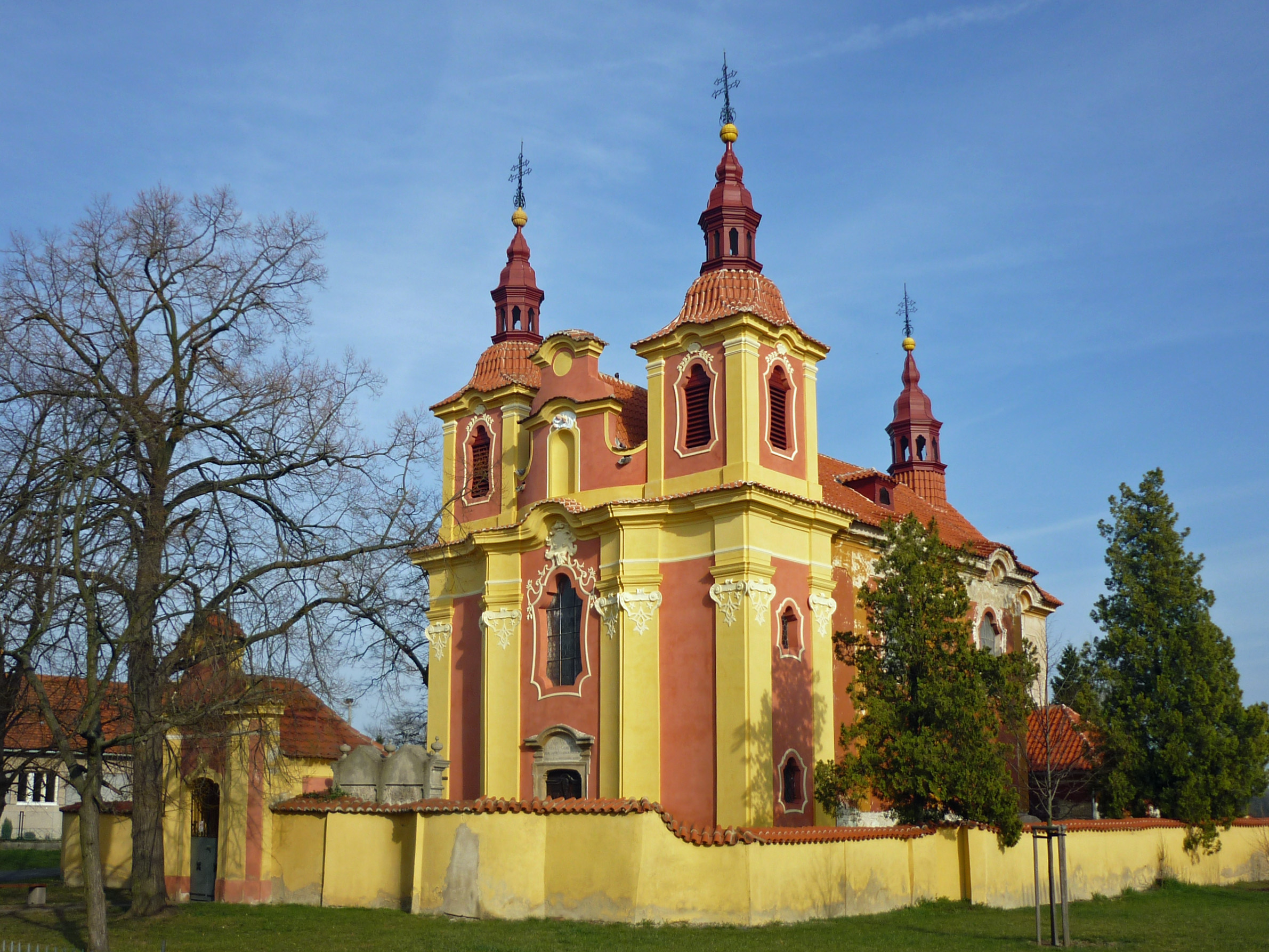
Kostel sv. Václava
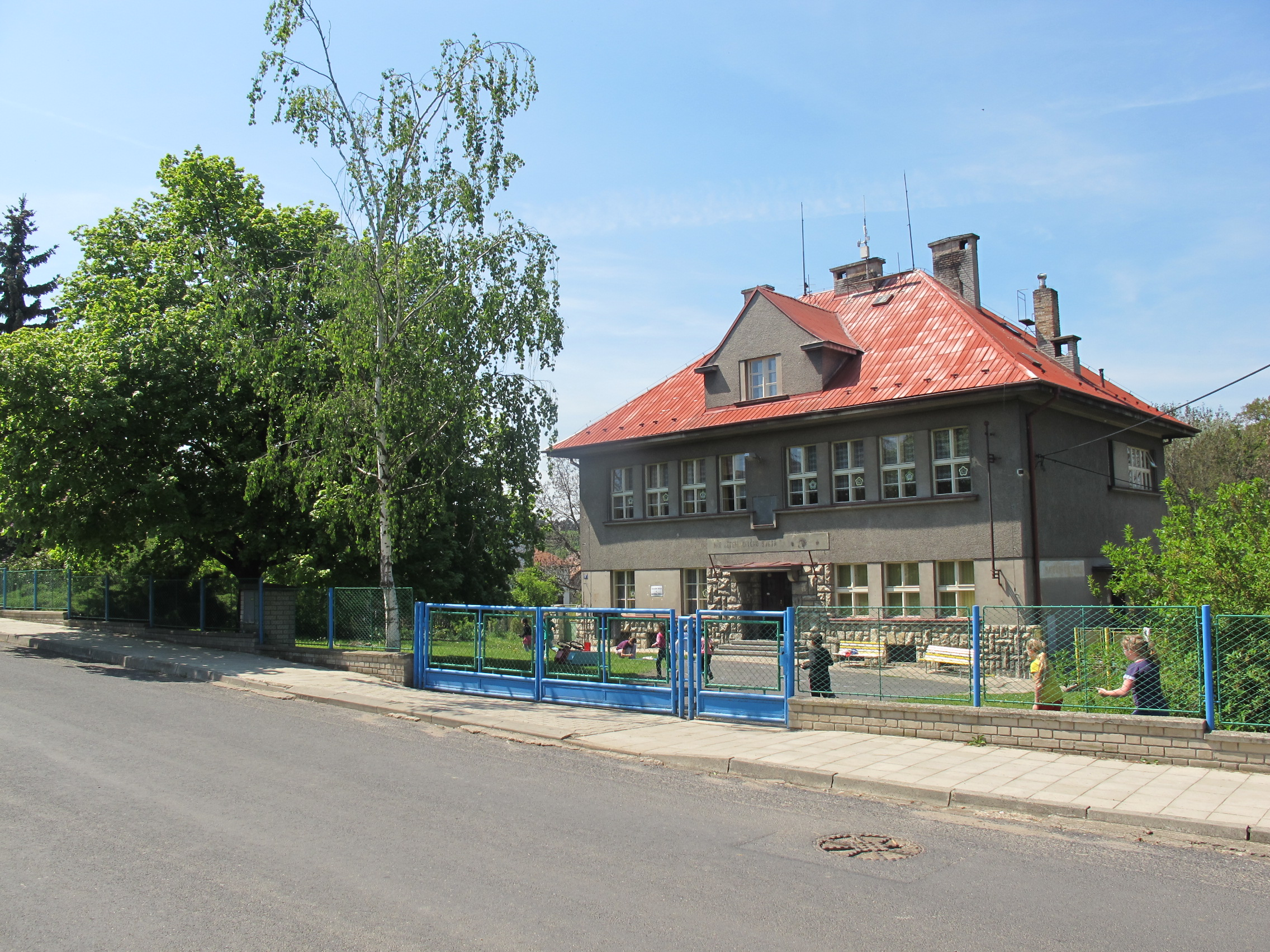
Škola
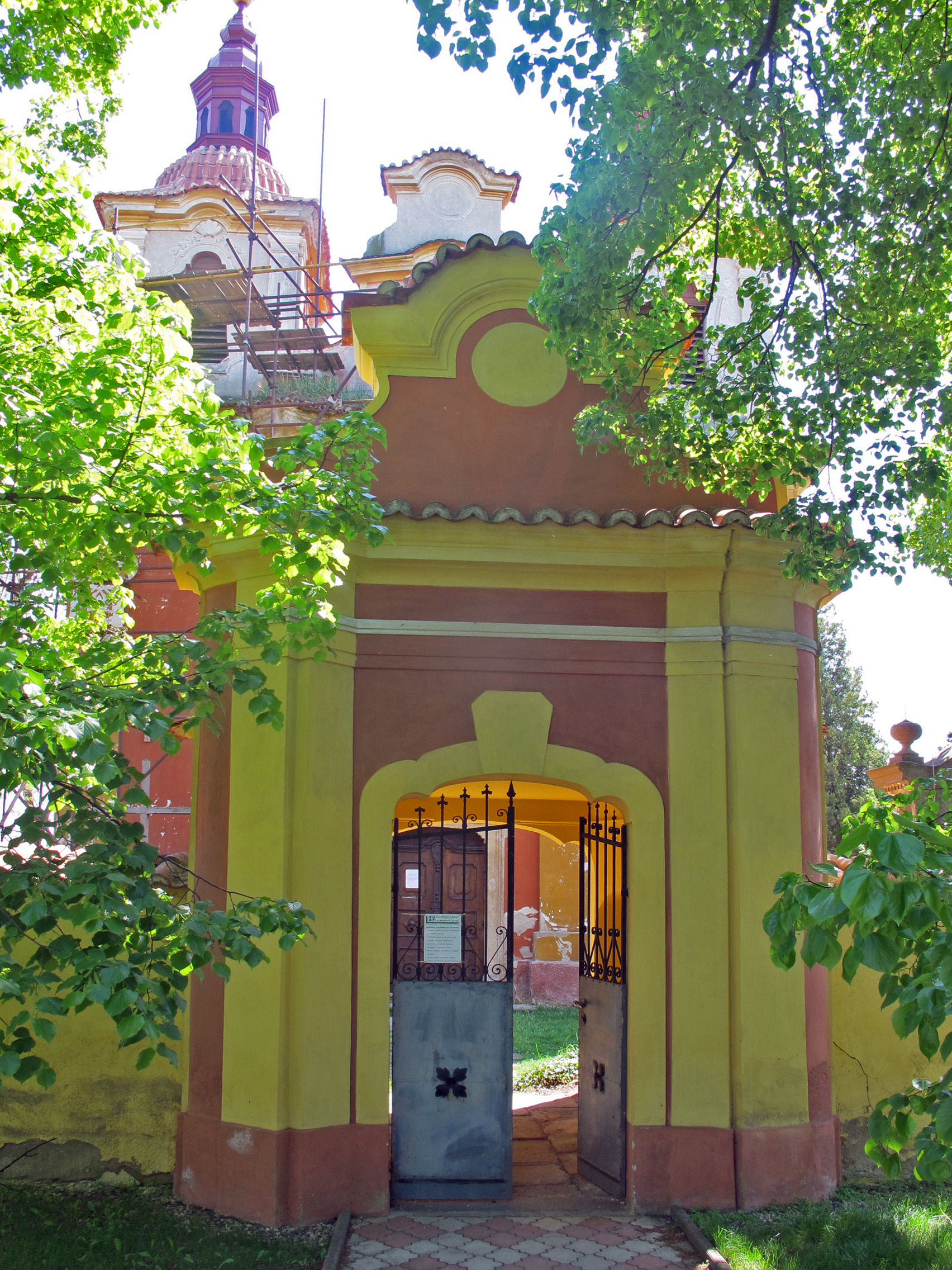
Hřbitovní brána
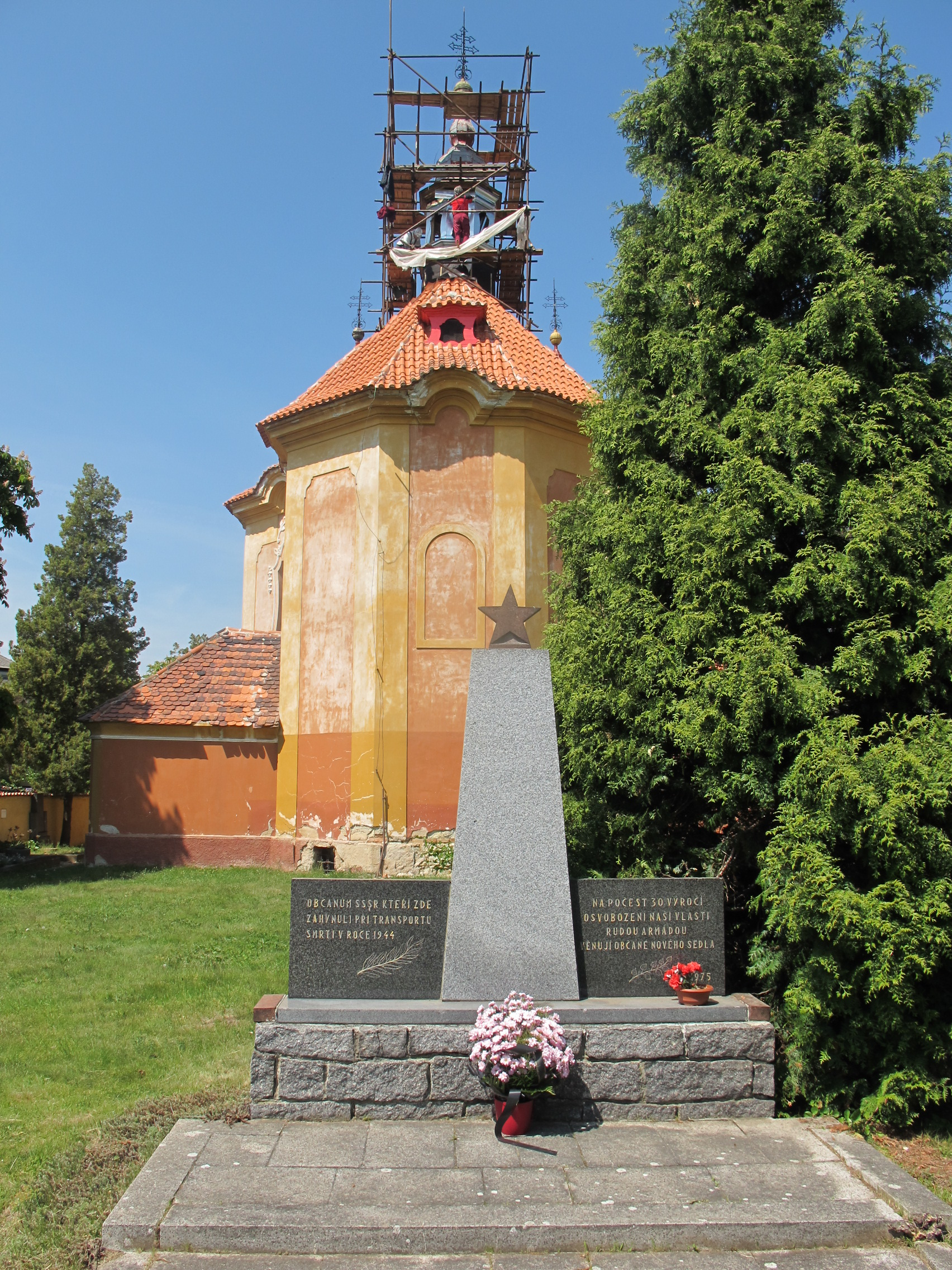
Pomník obětem pochodu smrti